# Talsperre Neunzehnhain II
Die Talsperre Neunzehnhain II (oder Obere Neunzehnhainer Talsperre) ist eine Talsperre im Freistaat Sachsen. Sie dient der Trinkwasserversorgung von Chemnitz und im Verbund mit dem Talsperrensystem „Mittleres Erzgebirge“ dem ganzen Versorgungsgebiet des Zweckverbandes Fernwasser Südsachsen. Das Wasser der Talsperre Neunzehnhain II ist qualitativ sehr hochwertig, wahrscheinlich sogar das beste in ganz Sachsen.

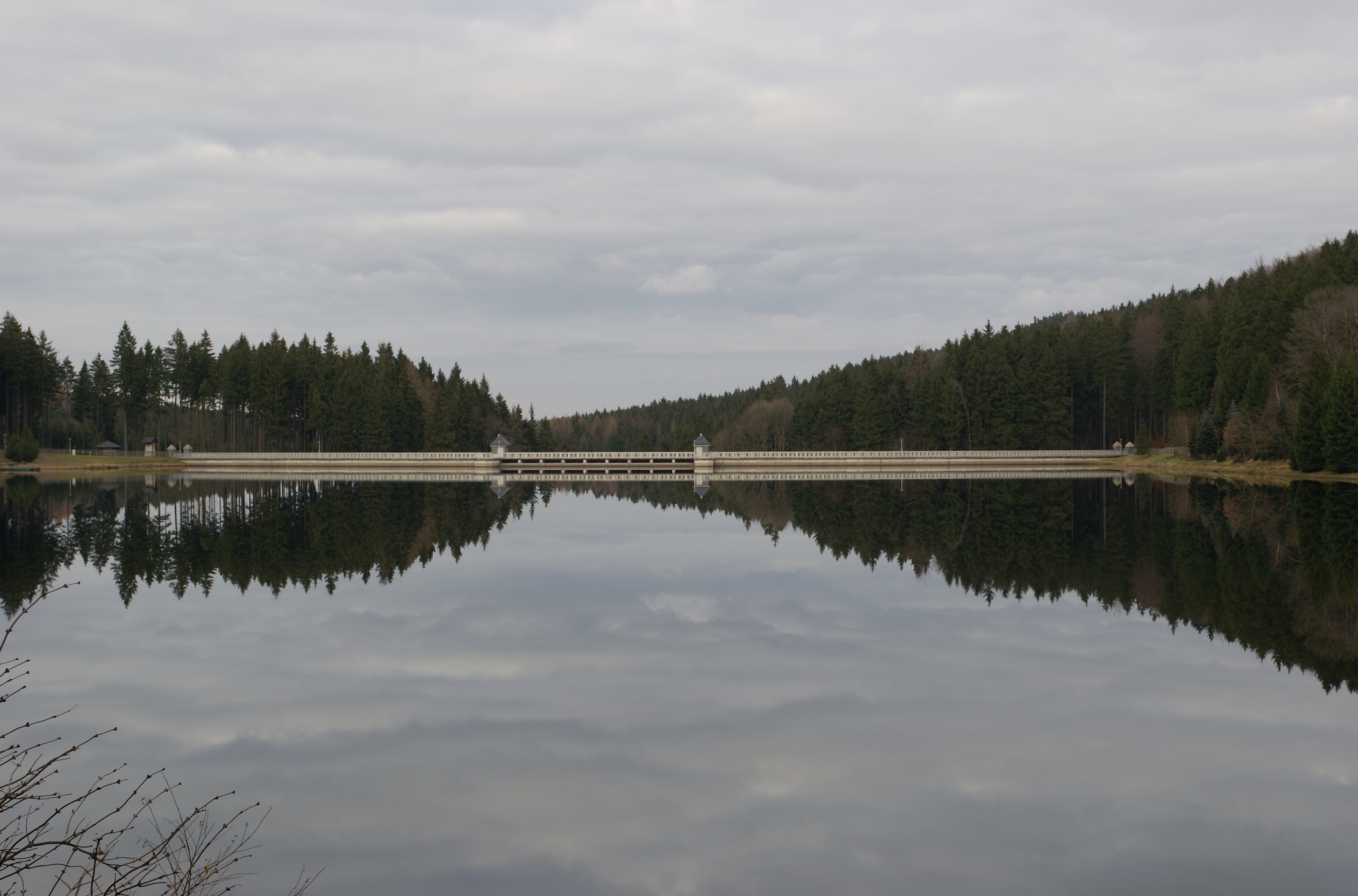
Talsperre Neunzehnhain II

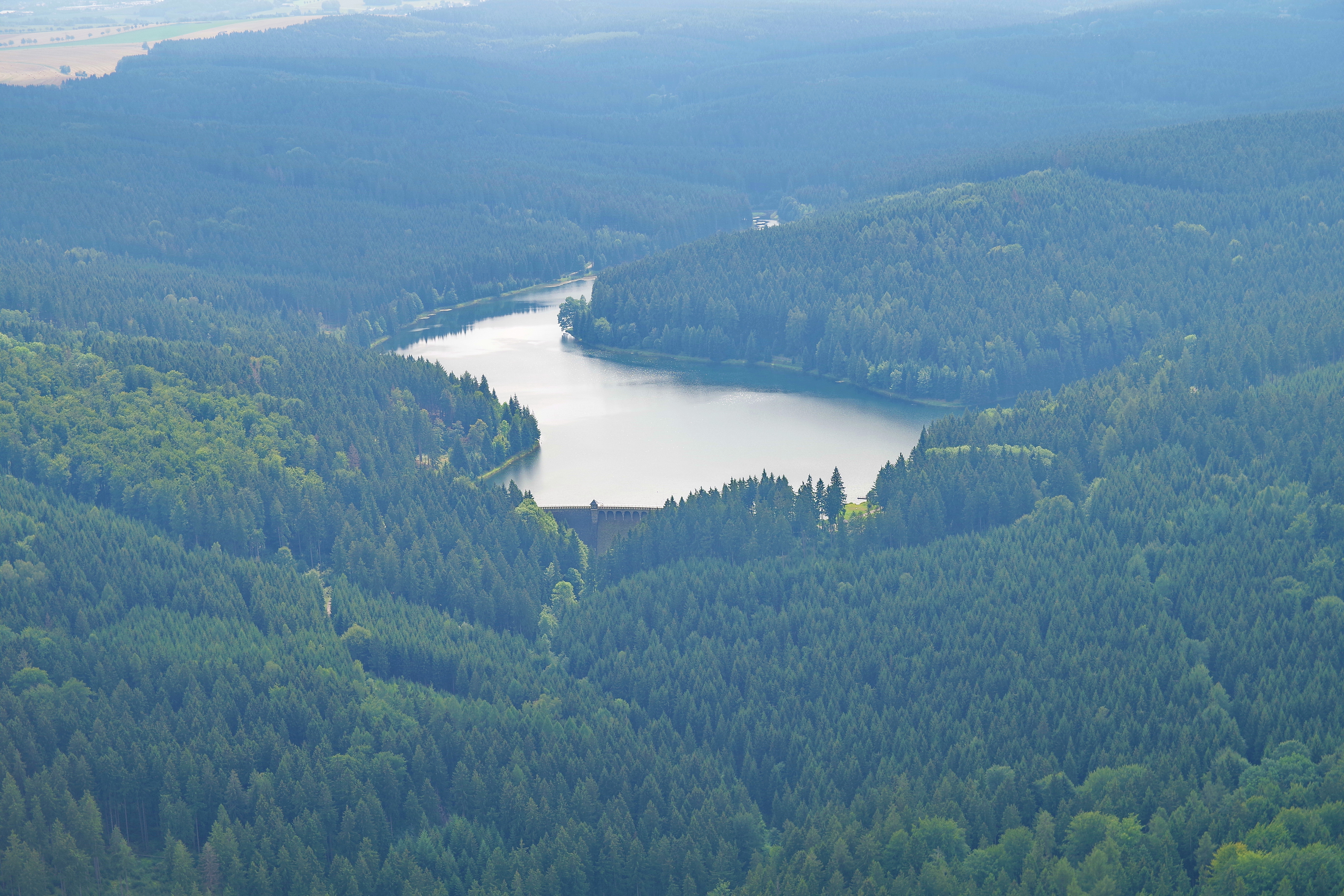
Talsperre Neunzehnhain II

Die Talsperre dient nur in geringem Maße dem Hochwasserschutz. Die Staumauer der Talsperre Neunzehnhain II ist eine gekrümmte Gewichtsstaumauer aus Bruchsteinmauerwerk nach dem Intze-Prinzip. Die Talsperre wurde 1911–1914 im Bornwald oberhalb der Siedlung Neunzehnhain in der Nähe von Lengefeld im Erzgebirge erbaut und 1914 in Betrieb genommen. Die gestauten Gewässer sind der Lautenbach und der Gänsebach.
Von 1996 bis 2000 wurde die Staumauer saniert und erhielt eine zusätzliche Beton-Verstärkungsschicht und wasserseitig davon eine neue Dichtwand aus Stahlbeton.
Über die Staumauer führt ein öffentlicher Weg. Baden, Angeln und Freizeitsport im Stausee sind nicht möglich, aber man kann rund um den Stausee wandern. 
Die Talsperre Neunzehnhain II besitzt eine Vorsperre (Lautenbach) und ein Vorbecken (Gänsebach).